# Masterplan (band)

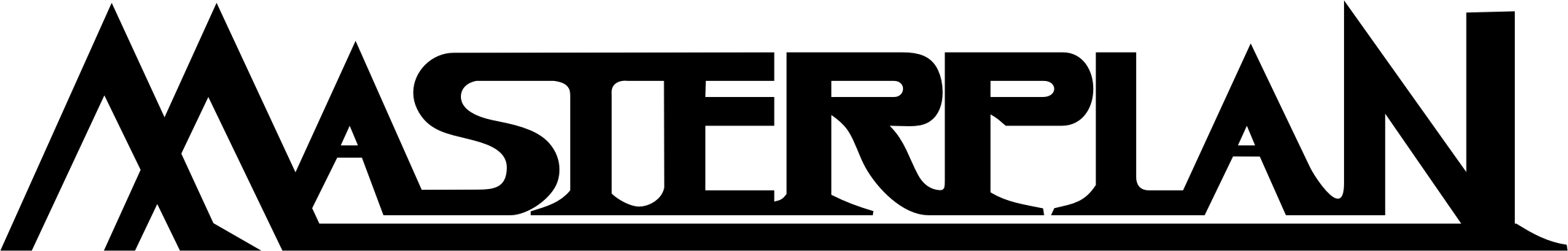
Logo

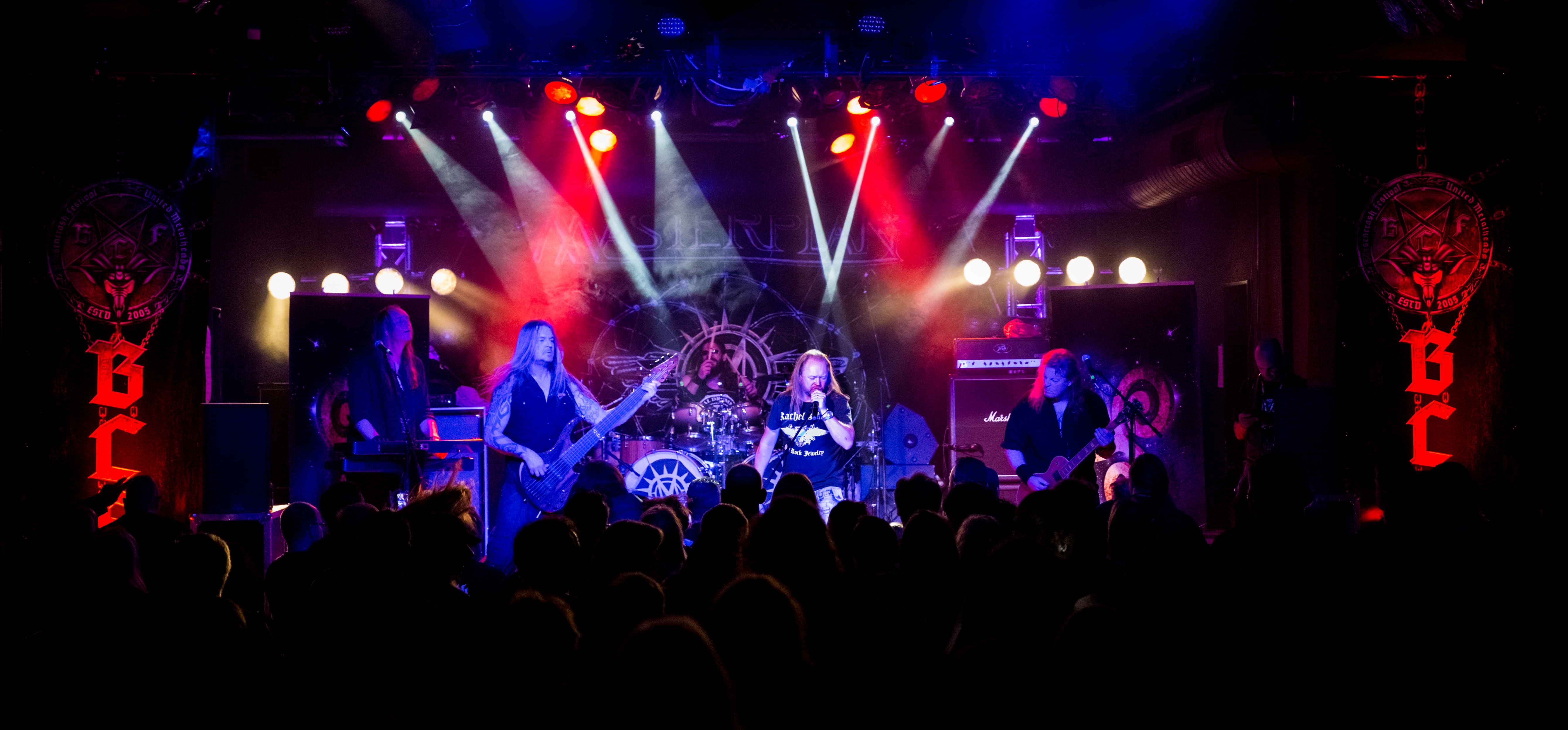
Masterplan 2016

Masterplan is een Duitse powermetalband opgericht in 2001 door Uli Kusch en Roland Grapow, nadat zij Helloween hadden verlaten.

## Bezetting

### Huidige bandleden
- Rick Altzi - zanger
- Roland Grapow - gitarist
- Jari Kainulainen - bassist
- Axel Mackenrott - keyboard
- Martin Škaroupka - drummer

### Voormalige bandleden
- Jørn Lande - zanger
- Mike DiMeo - zanger
- Jan S. Eckert - bassist
- Jürgen Attig - bassist
- Janne Wirman - keyboard
- Uli Kusch - drummer
- Mike Terrana - drummer

## Biografie
In 2001 richtten gitarist Roland Grapow en drummer Uli Kusch, nadat ze beiden waren ontslagen uit Helloween, de band "Masterplan" op. Hun eerste mini-cd Enlighten Me kwam uit op 18 november 2002. De zanger op dat moment was Jørn Lande.
Hun eerste album, getiteld Masterplan brachten ze in 2003 uit. Keyboardspeler Janne Wirman was intussen al vervangen door Axel Mackenrott, doordat eerstgenoemde niet langer in de band kon blijven door verplichtingen bij Children Of Bodom. De basgitaar werd in de studio bespeeld door Roland Grapow en voor de aankomende tournees en nieuwe opnamen werd Jan Eckert aangenomen als bassist en vast lid van de band.
In 2004 kreeg de band de European Border Breakers Award van de Europese Commissie. Hierop volgde in 2005 het tweede album, Aeronautics. 
Tijdens het schrijfproces van het derde album verliet Jørn Lande de band na muzikale meningsverschillen. Ze gingen in vriendschap uit elkaar en Jorn speelde nog wel de laatste optredens mee alvorens de band te verlaten. Ook Uli Kusch verliet de band in deze periode. Jorn werd vervangen door ex-Riotzanger Mike DiMeo, Uli door Mike Terrana, die ook al drumde bij Rage en Metalium.
Het derde album, getiteld MK II, verscheen in februari 2007 en was geproduceerd door Andy Sneap.
In augustus 2007 werd aangekondigd dat de band aan een vierde album ging werken. De opnamen hiervoor begonnen in de tweede helft van 2008 maar liepen vertraging op na het vertrek van Mike DiMeo in januari 2009. Op 25 juli 2009 werd bekendgemaakt dat Jorn Lande weer deel uitmaakte van Masterplan.
In april 2010 verscheen het vierde album, Time To Be King, geproduceerd door Roland Grapow.
In juli 2012 werd aangekondigd dat drummer Martin Skaroupka het nieuwe album zou gaan inspelen. Later in november werd ook aangekondigd dat Jorn Lande en Jan Eckert de band verlieten en opgevolgd werden door zanger Rick Altzi en bassist Jari Kainulainen.
Op 21 februari 2013 werd het vijfde album Novum Initium aangekondigd. Het album kwam uit op 14 juni 2013 onder het Duitse platenlabel AFM Records.

## Discografie

### Cd
- Masterplan (2003)
- Aeronautics (2005)
- MK II (2007)
- Time To Be King (2010)
- Novum Initium (2013)

### Ep
- Back For My Life (2004)
- Lost And Gone (2007)

### Singles
- Enlighten Me (2002)
- Far From The End Of The World (2010)